# William Boyd Allison
assinatura
William Boyd Allison (Perry, 2 de Março de 1829 — Dubuque, Iowa, 4 de Agosto de 1908) foi um político estadunidense. Um dos primeiros líderes do Partido Republicano de Iowa, ele representou o nordeste de Iowa na Câmara dos Representantes dos Estados Unidos antes de representar seu estado no Senado dos Estados Unidos. Na década de 1890, Allison havia se tornado um dos "quatro grandes" republicanos-chave que controlavam amplamente o Senado, junto com Orville H. Platt de Connecticut, John Coit Spooner de Wisconsin e Nelson W. Aldrich de Rhode Island.

## Vida
Nascida em Perry, Ohio, Allison estabeleceu uma prática jurídica em Dubuque, Iowa e tornou-se um membro proeminente do nascente Partido Republicano de Iowa. Ele foi um delegado da Convenção Nacional Republicana de 1860 e venceu a eleição para a Câmara dos Representantes em 1862. Ele serviu quatro mandatos na Câmara e venceu a eleição para o Senado em 1872. Ele se tornou presidente do poderoso Comitê de Apropriações do Senado, servindo para todos mas dois anos entre 1881 e 1908. Três presidentes republicanos diferentes pediram a Allison para entrar em seu gabinete, mas Allison recusou cada oferta. Um número significativo de delegados apoiou sua nomeação presidencial em 1888 e1896 Convenções Nacionais Republicanas.
Allison emergiu como uma líder centrista e pragmática no Senado e ajudou a aprovar vários projetos de lei importantes. A Lei Bland-Allison de 1878 restaurou o bimetalismo, mas de uma maneira menos inflacionária do que a pretendida pelo congressista Richard P. Bland. Defensor proeminente de tarifas mais altas, Allison desempenhou um papel importante na aprovação da tarifa McKinley e da Lei Dingley. Ele também ajudou a aprovar a Lei Hepburn ao oferecer a emenda Allison, que concedeu aos tribunais o poder de revisar a Interstate Commerce Commission a fixação de tarifas ferroviárias. Allison buscou um sétimo mandato recorde em 1908, mas morreu pouco depois de vencer as primárias republicanas contra o líder progressista Albert B. Cummins.